# Редклиф (Алберта)
Редклиф (енгл. Redcliff) је мала варошица у јужном делу канадске провинције Алберта, у оквиру статистичке регије Јужна Алберта. Варош лежи на левој обали реке Јужни Саскачеван, југоисточно од града Медисин Хат, на деоници трансканадског аутопута. 
Откриће великих залиха угља и земног гаса током осамдесетих година 19. века представљало је прави мамац за насељавање овог подручја. Захваљујући тим јефтиним и доступним енергентима у насељу се за кратко време развила доста јака индустрија, а сам Редклиф је понео епитет Питсбург запада. 
Име насеља потиче од брежуљка који се диже над десном обалом Јужног Саскачевана, а који је изграђен од црвених пешчара. 
Према подацима пописа становништва из 2011. у варошици су живела 5.588 становника, што је за 9,2% више у односу на 5.116 житеља колико је регистровано на попису из 2006. године.

Поред експлоатације и прераде нафте и гаса, значајан удео у привреди вароши има и производња раног поврћа у пластеницима. 

## Становништво
| 2006. | 2011. |
| ----- | ----- |
| 5.096 | 5.588 |